# Beskyd Nadwórna
Beskyd Nadwórna (ukr. Футбольний клуб «Бескид» Надвірна, Futbolnyj Kłub "Beskyd" Nadwirna) – ukraiński klub piłkarski z siedzibą w Nadwornej w obwodzie iwanofrankiwskim.
W latach 1993–1994 występował w ukraińskiej Przejściowej Lidze.

## Historia
Chronologia nazw:
- 1927: Beskyd Nadwórna (ukr. «Бескид» Надвірна)
- 1939: klub rozwiązano
- 1945: Naftowyk Nadwórna (ukr. «Нафтовик» Надвірна)
- 197?: Bystrycia Nadwórna (ukr. «Бистриця» Надвірна)
- 1992: Beskyd-TIM Nadwórna (ukr. «Бескид-ТИМ» Надвірна)
- 1993: Beskyd Nadwórna (ukr. «Бескид» Надвірна)

Po zakończeniu II wojny światowej klub został odnowiony jako Naftowyk Nadwórna. Zespół występował w rozgrywkach Mistrzostw oraz Pucharu obwodu iwanofrankiwskiego pod nazwami Bystrycia Nadwórna oraz Beskyd Nadwórna.
W roku 1993 jako zwycięzca w swojej grupie Mistrzostw Ukrainy spośród drużyn amatorskich zdobył awans do rozgrywek na szczeblu profesjonalnym.
Klub otrzymał status profesjonalny i od sezonu 1993/94 występował w Przejściowej Lidze. Zajął spadkowe 15. miejsce i został pozbawiony statusu klubu profesjonalnego.
Jako drużyna amatorska nadal występuje w rozgrywkach Mistrzostw i Pucharu obwodu iwanofrankiwskiego.

## Sukcesy
- 15. miejsce w Przejściowej Lidze:

1993/94
- Mistrz obwodu iwanofrankiwskiego:

1963, 1965, 1988
- Zdobywca Pucharu obwodu iwanofrankiwskiego (5x):

1979, 1987, 1994, 1998

## Inne
- Prykarpattia Iwano-Frankiwsk
- Spartak Iwano-Frankiwsk